# François Mathieu
Pour les articles homonymes, voir Mathieu.
François Pierre Jules Mathieu est un homme politique français, sénateur de la Loire, né le 1er juin 1934 au Puy-en-Velay (Haute-Loire) et mort le 17 novembre 1997 à Saint-Priest-en-Jarez (Loire).

## Biographie
François Pierre Jules Mathieu, fils de Régis Mathieu, marchand de vin et de Jeanne Marguerite Aimée Tavernier est issu d'un milieu  modeste, il entre en 1955 au Crédit agricole de la Loire et gravit progressivement les échelons jusqu'à devenir cadre supérieur. En 1954, il épouse Hélyette Chamaret (1933-1921), de l'illustre famille des Chamaret-Dalbignat 
Ses liens personnels avec Michel Durafour le font entrer en politique, il est membre du Parti républicain, radical et radical-socialiste puis du Parti radical valoisien.
Il est élu le 4 septembre 1988 au Sénat ; il devient membre du groupe de l'Union centriste.
Il est réélu le 27 septembre 1992 ; il est alors membre de la commission des affaires culturelles.
En 1996, il dépose une proposition de loi "tendant à renforcer les pouvoirs des agents de contrôle des organismes mentionnés aux articles L. 243-7 et L. 216-6 du code de la sécurité sociale, dans la lutte contre le travail clandestin"
François Mathieu meurt le 17 novembre 1997, des suites d'un cancer.
La ville de Saint-Étienne lui rend hommage en attribuant son nom à une rue  